# 원남초등학교 (충북)
원남초등학교는 대한민국 충청북도 음성군 원남면 보룡리에 있는 공립 초등학교이다.

## 학교 연혁
- 1925년 5월 2일 원남공립보통학교(4년제) 개교
- 1927년 3월 28일 6년제 인가
- 1938년 4월 1일 원남공립심상소학교 (학교명칭 개칭)
- 1941년 4월 1일 원남공립국민학교 (학교명칭 개칭)
- 1990년 3월 1일 조촌분교장 편입
- 1991년 3월 1일 문암분교장 편입
- 1992년 3월 1일 조촌분교장 통폐합
- 1996년 3월 1일 원남초등학교 (학교명칭 개칭)
- 1999년 9월 1일 문암분교장 통폐합
- 2007년 9월 7일 수학실험실 개관
- 2008년 9월 1일 제27대 고병일 교장 부임
- 2013년 5월 31일 다목적 교실 및 급식소 백마관 준공
- 2016년 3월 1일 제29대 마상인 교장 부임
- 2017년 2월 16일 제89회 졸업식 거행 9명 졸업(졸업생수:5,344명)
- 2017년 3월 2일 2017학년도 입학식 (남 8명, 여 4명, 계 12명)

## 참고 자료
- 원남초등학교 - 한국교육학술정보원 학교알리미